# Angel Coulby

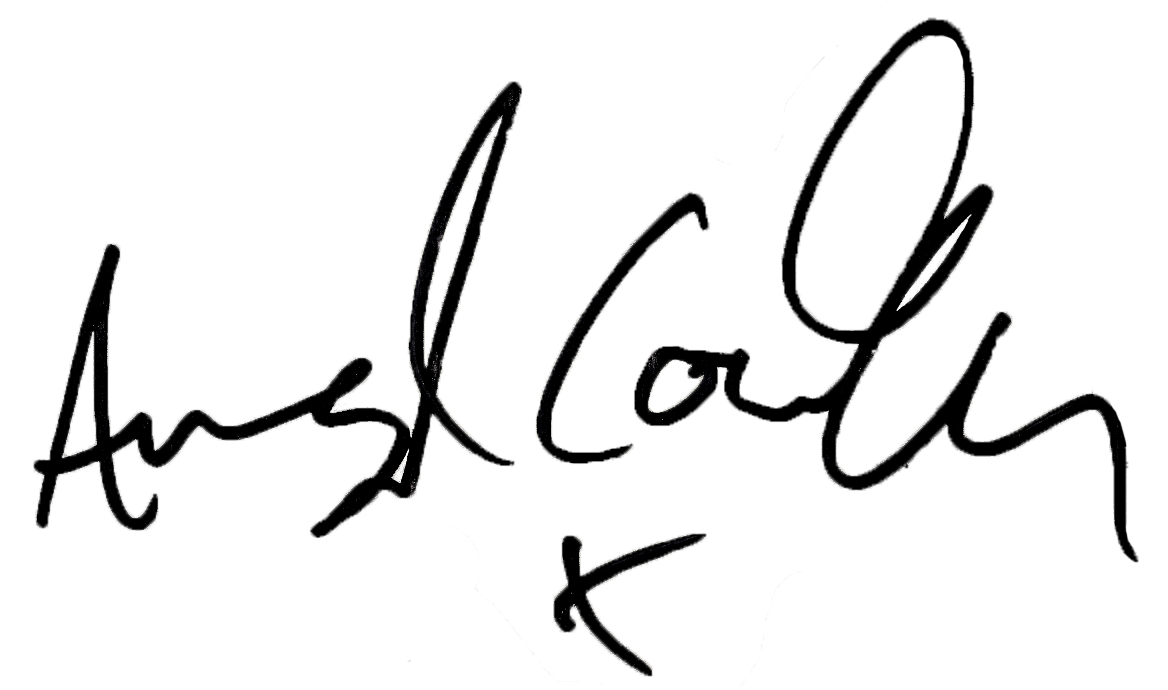
Autografo di Angel Coulby

Angel Leonie Coulby (Islington, 30 agosto 1980) è un'attrice britannica, nota per aver interpretato Gwen nella serie televisiva Merlin.

## Biografia
Coulby nasce e cresce a Finsbury Park, Islington, Londra, da padre guyanese e madre inglese. Ha studiato recitazione alla Queen Margaret University di Edimburgo, ha ottenuto un primo premio e nel 2000 è stata insignita della borsa di studio “Laurence Olivier”.

### Carriera
Nel 2001 Coulby ha ottenuto il suo primo ruolo in un episodio della serie di Fox Family Scariest Places on Earth, interpretando una studentessa che si imbatte in un fantasma. La svolta arriva nello stesso anno con la sitcom della BBC ’Orrible.
Successivamente è stata scelta per interpretare Gwen, una dei protagonisti della serie TV fantasy della BBC One Merlin, apparendo in tutte e cinque le stagioni dal 2008 al 2012. In un'intervista per il Los Angeles Times, Coulby ha dichiarato: «Mi piaceva l'idea di intraprendere un piccolo viaggio come attrice, iniziando come un'umile serva un po' maldestra, e poi ovviamente maturando in questa regina molto capace», e che «è stato davvero bello avere quella gamma durante un lavoro».
Nel 2013 ha interpretato il ruolo da protagonista della cantante jazz Jessie nella serie della BBC Two Dancing on the Edge. Nello stesso anno è stato annunciato che avrebbe recitato nella serie di Sky Atlantic-Canal+ The Tunnel, remake franco-britannico della serie scandinava Bron/Broen, nel ruolo di Laura Roebuck, fino al 2017.
Nel 2022, Coulby recita nella serie thriller di Apple TV+ Suspicion, remake della serie israeliana False Flag, nel ruolo dell'investigratrice Vanessa Okoye.

### Vita privata
Nel 2019, Coulby ha annunciato di essere diventata madre di un maschio nato nel 2018.

## Filmografia

### Cinema
- The Jacket, regia di John Maybury (2005)
- The League of Gentlemen's Apocalypse, regia di Steve Bendelack (2005)
- Imagine Me & You, regia di Ol Parker (2005)
- Magicians, regia di Andrew O'Connor (2007)

### Televisione
- Scariest Places on Earth – serie TV, episodio 2x10 (2001)
- ’Orrible – miniserie TV, 4 episodi (2001)
- Casualty – serie TV, episodio 16x22 (2002)
- Having It Off – serie TV, 6 episodi (2002)
- A Good Thief, regia di  Douglas Mackinnon – film TV (2002)
- The Second Coming – miniserie TV, 2 episodi (2003)
- Manchild – serie TV, episodio 2x04 (2003)
- Making Waves – miniserie TV, 2 episodi (2004)
- As If – serie TV, 7 episodi (2004)
- Conviction – miniserie TV, 6 episodi (2004)
- Holby City – serie TV, episodio 7x09 (2004)
- Murder Investigation Team – serie TV, episodio 2x01 (2005)
- Vincent – serie TV, 7 episodi (2005-2006)
- Hustle - I signori della truffa (Hustle) – serie TV, episodio 3x04 (2006)
- Doctor Who – serie TV, episodio 2x04 (2006)
- Metropolitan Police (The Bill) – serie TV, episodio 22x84 (2006)
- Tripping Over – serie TV, episodio 1x05 (2006)
- Gina's Laughing Gear – serie TV, episodio 1x08 (2007)
- Secret Life, regia di Rowan Joffe – film TV (2007)
- New Street Law – serie TV, episodio 2x06 (2007)
- Talk to Me – serie TV, 4 episodi (2007)
- The Visit – serie TV, 6 episodi (2007)
- L'Africa nel cuore (Life Is Wild) – serie TV, episodio 1x04 (2007)
- Merlin – serie TV (2008-2012)
- Dancing on the Edge – miniserie TV, 4 episodi (2013)
- The Tunnel – serie TV (2013-2017)
- Undercover – serie TV (2016)
- Le adventure di Hooten & the Lady (Hooten & the Lady) – miniserie TV, episodio 1x03 (2016)
- Man in an Orange Shirt – miniserie TV, 1 episodio (2017)
- Innocent – serie TV, 4 episodi (2018)
- Moving On – serie TV, episodio 11x01 (2020)
- Suspicion – serie TV, 8 episodi (2022)

### Cortometraggi
- Body Slam, regia di Johnny Kenton (2017)

### Doppiaggio
- Thunderbirds Are Go – serie TV d'animazione (2015-2020)

## Teatrografia
- Lavender Blues, regia di Muriel Romanes – Royal Lyceum Theatre (2002)
- Statement of Regret, regia di Jeremy Herrin – Cottesloe Theatre (2007)
- Good People, regia di Jonathan Kent – Hampstead Theatre / Noël Coward Theatre (2014)
- Albion, regia di Rupert Goold – Almeida Theatre (2020)
- The Forest, regia di Jonathan Kent – Hampstead Theatre (2022)

## Doppiatrici italiane
Nelle versioni in italiano delle opere in cui ha recitato, Marion Cotillard è stata doppiata da:
- Tatiana Dessi in Having It Off
- Angela Ricciardi in Vincent
- Rossella Acerbo in Merlin
- Alessia Amendola in Suspicion

## Riconoscimenti
- 2010 – Festival della televisione di Monte Carlo
  - Candidatura alla miglior attrice per Merlin